# Diazinon
Diazinon is een insecticide en acaricide, dat behoort tot de groep van organische fosfaatverbindingen met cholinesteraseremmende werking. Zuiver diazinon is een kleurloze, olieachtige vloeistof met een kenmerkende geur. Het technisch product (zoals gebruikt bij de formulering van bestrijdingsmiddelen, ca. 95% diazinon) is bleekgeel tot donkerbruin. Diazinon werd in 1952 ontwikkeld door het Zwitserse bedrijf Ciba-Geigy. Het octrooi erop is reeds lang verlopen en momenteel zijn er verscheidene leveranciers van bestrijdingsmiddelen op basis van diazinon, onder meer onder de merknamen Disonex, Disonal, Diazon, Basudine, Cekuzinon, Denkazinon, Diazol, Dianozyl, Dizictol, en Knoxout.

## Werking en effecten
Cholinesteraseremmers zoals diazinon doden insecten door in te werken op het zenuwstelsel. Ze belemmeren de prikkeloverdracht tussen zenuwen onderling en tussen zenuwen en spieren, en blokkeren zo de vlieg- en ademhalingsspieren van de insecten. Ook voor bijen is het giftig.
Ook voor insectenetende vogels en voor vissen is diazinon giftig.
Bij de mens kan diazinon de werking van het zenuwstelsel verstoren, met als gevolg stuiptrekkingen en verzwakte ademhaling. Diazinon is matig irriterend voor de ogen en de huid.

## Erkenningen
In de Verenigde Staten verbood de Environmental Protection Agency (EPA) in 1988 het gebruik van diazinon op golfbanen omdat het de vogels die zich daar ophielden, vergiftigde. Per 31 december 2004 verbood de EPA elke buitenshuistoepassing van diazinon behalve die in de landbouw.
In de Europese Unie besloot de Europese Commissie, na een risico-evaluatie van diazinon, om de stof niet toe te laten als werkzame stof in gewasbeschermingsmiddelen. In Duitsland en Oostenrijk was diazinon reeds niet toegelaten. In België waren op dat moment de producten Disonal en Disonex toegelaten voor gebruik in de land- en tuinbouw, evenals het poederstrooimiddel KB Mieren tegen mieren op gazons en grasvelden.
De redenen voor de niet-toelating van diazinon door de Europese Commissie zijn:
- de blootstelling aan diazinon bij de toedieners, werknemer en omstanders kan mogelijk onaanvaardbaar hoog zijn
- er zijn ontoereikende gegevens over bepaalde zeer toxische onzuiverheden (onder meer TEPP) in het technische materiaal, en het kan niet uitgesloten worden dat deze stoffen aanwezig zijn in niveaus die vanuit toxicologisch of ecotoxicologisch oogpunt relevant zijn

Bestaande toelatingen voor diazinon moesten tegen 6 december 2007 worden ingetrokken. De bestaande voorraden mochten nog één jaar na deze datum gebruikt worden.
Daarentegen mag Diazinon 15% w/w  nog wel worden gebruikt in vlooienbanden voor honden en katten.